# Некрасовский сельсовет (Амурская область)
Некра́совский сельсове́т — упразднённое муниципальное образование со статусом сельского поселения в составе Белогорского района Амурской области. 
Административный центр — село Некрасовка.
Законом от 22 мая 2020 года упразднён в результате преобразования Белогорского района в муниципальный округ.

## История
19 января 2005 года в соответствии с Законом Амурской области № 419-ОЗ муниципальное образование наделено статусом сельского поселения.

## Население
| 2002 | 2010 | 2011 | 2012 | 2013 | 2014 | 2015 |
| ---- | ---- | ---- | ---- | ---- | ---- | ---- |
| 1009 | ↘623 | ↘620 | ↘611 | →611 | ↗629 | ↘612 |
| 2016 | 2017 | 2018 |      |      |      |      |
| ↘587 | ↘563 | ↘536 |      |      |      |      |

## Состав сельского поселения
| № | Населённый пункт | Тип населённого пункта       | Население |
| - | ---------------- | ---------------------------- | --------- |
| 1 | Захарьевка       | село                         | →20       |
| 2 | Некрасовка       | село, административный центр | ↘432      |
| 3 | Новоназаровка    | село                         | ↘40       |
| 4 | Новоселитьба     | село                         | ↗44       |